# Аріель Ортега
Аріель Ортега (ісп. Ariel Ortega, нар. 4 березня 1974, Лібертадор-Хенераль-Сан-Мартін) — колишній аргентинський футболіст, що грав на позиції півзахисника.
Виступав, зокрема, за клуб «Рівер Плейт», разом з яким став шестиразовим чемпіоном Аргентини та володарем Кубка Лібертадорес, а також національну збірну Аргентини, у складі якої брав участь у низці міжнародних турнірів.

## Клубна кар'єра

### Початок кар'єри
Народився 4 березня 1974 року в місті Лібертадор-Хенераль-Сан-Мартін. Вихованець футбольної школи клубу «Атлетіко Ледесма».
У дорослому футболі дебютував 1991 року виступами за «Рівер Плейт» у віці 17 років. У першому ж сезоні на дорослому рівні Даніель став чемпіоном Аргентини. Поступово молодий нападник став основним гравцем команди. У 1993 і 1994 році разом з «Рівер Плейт» він знову завоював золоті медалі чемпіонату Аргентини. 1996 рік став часом розквіту «Рівер Плейт». Атакуюча трійка Енцо Франческолі-Ернан Креспо-Аріель Ортега була однією з найкращих на континенті, завдяки чому команда стала не лише чемпіоном Аргентини, а й володарем Кубка Лібертадорес. Всього в клубі провів понад п'ять сезонів, взявши участь у 134 матчах чемпіонату.

### Виступи в Європі
Успіхи Ортеги не могли не привернути увагу європейських клубів. Вже в кінці 1996 року, після тріумфального сезону в Аргентині, нападник перебрався в іспанську «Валенсію». Провівши вдало перший сезон за «кажанів» (7 голів в 12 матчах), в наступному він втратив місце в основі і вирішив перебратися до Італії. Новою командою нападника стала «Сампдорія». Тут Аріель знову став основним гравцем і заслужив виклику в збірну на французький Мундіаль.
А вже влітку Ортега знову став партнером Креспо, перейшовши в «Парму», яка придбала гравця за десять мільйонів євро. Але в новій команді аргентинець затримався лише на сезон, забивши за цей час лише три м'ячі, а «Пармі» в той рік вдалося виграти Суперкубок Італії, але Ортега вирішив повернутися в рідний «Рівер Плейт».

### Повернення в «Рівер Плейт»
Вдома Аріель знову став основним форвардом команди, виступаючи з такими гравцями як Хав'єр Савіола, Пабло Аймар, Андрес Д'Аллесандро, Фернандо Кавенагі та ін. За цей час допоміг своєму клубу виграти ще один титул чемпіона країни.

### «Фенербахче» та дискваліфікація
Влітку 2002 року знову відправився в Європу, підписавши контракт з турецьким «Фенербахче». Але провівши за турецький клуб лише 14 матчів в сезоні 2002/2003, Ортега повернувся до Аргентини, мотивуючи це конфліктом з одноклубниками. Через це «Фенербахче», яке мало контракт з гравцем до 2006 року, подало скаргу до ФІФА. Внаслідок Ортега був дискваліфікований до кінця 2003 року і був змушений виплатити «Фенербахче» 9,5 млн євро штрафу.

### Повернення в Аргентину
2004 року діскаліфікація Ортеги завершилась, і він повернувся до Аргентини, підписавши контракт з клубом «Ньюеллс Олд Бойз». У складі «прокажених» Ортега 2004 року став чемпіоном Аргентини, а 2006 року Ортега втретє став гравцем «Рівер Плейта». Незважаючи на 30-річний вік Ортезі вдалося вписатися з стартовий склад. Однак давалася взнаки пристрасть Ортеги до алкоголю. 2007 року гравець вирішив пройти реабілітаційний курс з метою позбутися згубної звички. У цьому прагненні Ортегу підтримало керівництво клубу та головний тренер Даніель Пассарелла.
Після лікування Аріель знову став стабільно грати та забивати важливі м'ячі. Громадськість навіть вимагала його повернення в збірну. По завершенні сезону в «Рівер Плейт» змінився наставник: Пассареллу змінив Дієго Сімеоне, який зробив Ортегу новим капітаном команди. І Аріель дійсно грав як лідер, вигравши Клаусуру 2008 року. Однак, по завершенню сезону Аріель був відрахований з команди через постійні порушення дисципліни та пристрасті до алкоголю.

### Завершення кар'єри
Після цього Ортега цілий сезон виступав за клуб другого аргентинського дивізіону «Індепендьєнте Рівадавія», де він знову ж лікувався від алкогольної залежності. Попри те що, Ортега не міг кинути пити, він не здавався і блищав на поле навіть у похилому за футбольними мірками віці.
Влітку 2009 року Ортега знову повернувся в «Рівер Плейт», але все повторилося знову. Через алкоголізм Ортега 2010 року пропустив десять турів, при цьому потрапивши в аварію в п'яному вигляді. 13 січня 2011 Ортега на правах оренди перейшов в аргентинський «Олл Бойз».
10 серпня 2011 року на правах вільного агента перейшов в клуб третього аргентинського дивізіону «Дефенсорес де Бельграно».
9 серпня 2012 Ортега оголосив, що завершив ігрову кар'єру, а 13 липня 2013 рок провів прощальний матч. На поле вийшли дві команди — «друзі Ортеги» (Роберто Аяла, Себастьян Домінгес, Хуан Пабло Сорін, Ігнасіо Скокко, Енцо Франческолі, Хав'єр Савіола, Рубен Капріо, Науель Гусман та ін.) і збірна з гравців «Рівер Плейта» різних років (Пауло Феррарі, Гільємро Ріварола, Нельсон Вівас, Едуардо Коудет, Лео Астрада, Лео Понціо, Марсело Гальярдо, Даніель Вільяльва, Мануель Лансіні та ін.).
Перший тайм Ортега провів у команді друзів, яку очолював Амеріко Гальєго, але потім отримав футболку Рівер Плейта з рук Рамона Діаса. Гра закінчилася на користь «Рівер Плейта» з рахунком 8:2.

## Виступи за збірну
1993 року дебютував в офіційних матчах у складі національної збірної Аргентини, а вже наступного року у складі збірної Ортега поїхав на чемпіонату світу у США, замінивши дискваліфікованого Дієго.
1995 року Ортега разом з партнерами був учасником розіграшу Кубка Америки в Уругваї та розіграшу Кубка конфедерацій у Саудівській Аравії, де разом з командою здобув «срібло». Наступного року знову став срібним призером — цього разу футбольного турніру на Олімпійських іграх в Атланті.
В подальшому був учасником чемпіонату світу 1998 року у Франції, розіграшу Кубка Америки 1999 року у Парагваї, та чемпіонату світу 2002 року в Японії і Південній Кореї. З 2003 року, після того як отримав довготривалу дискваліфікацію, перестав викликатися до збірної.
30 вересня 2009 року, після паузи в понад п'ять років, був викликаний в збірну Дієго Марадоною на товариський матч проти Гани, але не взяв участь в грі, оскільки напередодні отримав травму в грі за «Рівер».
У квітні 2010 року, через 17 років після свого дебюту в Аргентині, Ортега знову зіграв за збірну, цього разу проти збірної Гаїті. Цей матч став останнім для Оргети в футболці збірної
Всього потягом кар'єри у національній команді, яка тривала з перервами 18 років, провів у формі головної команди країни 87 матчів, забивши 17 голів.

## Титули і досягнення
- Чемпіон Аргентини (7):

«Рівер Плейт»: 1991 А, 1993 А, 1994 А, 1996 А; 2002 К, 2008 К
«Ньюеллс Олд Бойз»: 2004 А
- Володар Суперкубка Італії (1):

«Парма»: 1999
- Володар Кубка Лібертадорес (1):

«Рівер Плейт»: 1996
- Срібний олімпійський призер: 1996
- Переможець Панамериканських ігор: 1995